# Glen Bog SAC
Glen Bog SAC este o arie protejată (arie specială de conservare — SAC, sit de importanță comunitară — SCI) din Irlanda întinsă pe o suprafață de 27,66 ha, integral pe uscat.

## Localizare
Centrul sitului Glen Bog SAC este situat la coordonatele 52°29′37″N 8°30′25″W / 52.493697°N 8.506899°V.

## Înființare
Situl Glen Bog SAC a fost declarat sit de importanță comunitară în februarie 2003 pentru a proteja 1 specie de animale. Situl a fost protejat și ca arie specială de conservare în iunie 2016.

## Biodiversitate
Situată în ecoregiunea atlantică, aria protejată conține 1 habitat natural: Păduri aluvionare cu Alnus glutinosa și Fraxinus excelsior (Alno-Padion, Alnion incanae, Salicion albae).
La baza desemnării sitului se află o specie protejată de  păsări: șoim călător (Falco peregrinus).
Pe lângă speciile protejate, pe teritoriul sitului au mai fost identificate 1 specie de amfibieni.